# Ma belle-famille en Italie
Pour plus de détails, voir Fiche technique et Distribution.
Ma belle-famille en Italie (Maria, ihm schmeckt’s nicht!) est une comédie allemande réalisée par Neele Vollmar sortie en 2009. En France, le film fut diffusé le 16 janvier 2015 sur Arte. Le film est adapté du livre éponyme de Jan Weiler.

## Synopsis
Jan demande en mariage sa compagne Sara d'origine italienne. Seulement le père de cette dernière, Antonio, veut absolument que les noces aient lieu dans sa ville natale de Campobello. Jan qui a déjà du mal à s'habituer au caractère bien trempé de son beau-père doit alors faire la connaissance de sa belle-famille italienne. Alors que les problèmes s'accumulent, Sara découvre également qu'ayant la nationalité allemande, elle doit se faire naturaliser italienne pour se marier.

## Fiche technique
- Titre français : Ma belle-famille en Italie
- Titre original : Maria, ihm schmeckt's nicht!
- Réalisation : Neele Vollmar
- Décors : Martina Hug
- Costumes : Caroline Sattler
- Photographie : Torsten Breuer
- Montage : Bernd Schlegel
- Musique : Niki Reiser
- Producteur : Cristiano Bortone, Jakob Claussen, Ulrike Putz et Caroline von Senden
- Pays d'origine :  Allemagne
- Langue : allemand / italien
- Durée : 96 minutes
- Dates de sortie :
  - Allemagne : 6 août 2009
  - Italie : 4 juillet 2010
  - France : 16 janvier 2015

## Distribution
- Lino Banfi (V. F. : Mathieu Buscatto) : Antonio, le père de Sara
- Christian Ulmen (V. F. : Cyrille Artaux) : Jan
- Mina Tander (V. F. : Ivana Coppola) : Sara
- Maren Kroymann (V. F. : Pauline Moingeon Vallès) : Ursula, la mère de Sara
- Gundi Ellert : Gisela, la mère de Jans
- Peter Prager (V. F. : Patrick Béthune) : Eberhard, le père de Jans
- Paolo De Vita : Raffaele
- Ludovica Modugno : Maria
- Nicola Nocella : Enzo Carducci

Sources et légende : Version française selon le carton de doublage.